# ST6GALNAC6
ST6GALNAC6 (англ. ST6 N-acetylgalactosaminide alpha-2,6-sialyltransferase 6) – білок, який кодується однойменним геном, розташованим у людей на короткому плечі 9-ї хромосоми. Довжина поліпептидного ланцюга білка становить 333 амінокислот, а молекулярна маса — 38 068.
| 10         |  | 20         |  | 30         |  | 40         |  | 50         |
| ---------- |  | ---------- |  | ---------- |  | ---------- |  | ---------- |
| MACSRPPSQC |  | EPTSLPPGPP |  | AGRRHLPLSR |  | RRREMSSNKE |  | QRSAVFVILF |
| ALITILILYS |  | SNSANEVFHY |  | GSLRGRSRRP |  | VNLKKWSITD |  | GYVPILGNKT |
| LPSRCHQCVI |  | VSSSSHLLGT |  | KLGPEIERAE |  | CTIRMNDAPT |  | TGYSADVGNK |
| TTYRVVAHSS |  | VFRVLRRPQE |  | FVNRTPETVF |  | IFWGPPSKMQ |  | KPQGSLVRVI |
| QRAGLVFPNM |  | EAYAVSPGRM |  | RQFDDLFRGE |  | TGKDREKSHS |  | WLSTGWFTMV |
| IAVELCDHVH |  | VYGMVPPNYC |  | SQRPRLQRMP |  | YHYYEPKGPD |  | ECVTYIQNEH |
| SRKGNHHRFI |  | TEKRVFSSWA |  | QLYGITFSHP |  | SWT        |  |            |

A: Аланін

C: Цистеїн

D: Аспарагінова кислота

E: Глутамінова кислота

F: Фенілаланін

G: Гліцин

H: Гістидин

I: Ізолейцин

K: Лізин

L: Лейцин

M: Метіонін

N: Аспарагін

P: Пролін

Q: Глутамін

R: Аргінін

S: Серин

T: Треонін

V: Валін

W: Триптофан

Кодований геном білок за функціями належить до трансфераз, глікозилтрансфераз. 
Задіяний у такому біологічному процесі, як альтернативний сплайсинг. 
Локалізований у мембрані, апараті гольджі.